# 大西宏幸
大西 宏幸（おおにし ひろゆき、1967年7月15日 - ）は、日本の政治家。自由民主党所属の前衆議院議員（2期）。元大阪市会議員（4期）。父は第86代大阪市会議長の大西仙太郎。

## 来歴
大阪府大阪市生野区小路に生まれる。1980年大阪市立小路小学校、1983年近畿大学附属中学校、1986年大阪市立此花工業高等学校を卒業。1990年3月に芦屋大学教育学部を卒業し、父・大西仙太郎の秘書や建設会社の役員を務める。仙太郎の死後、1995年の第13回統一地方選挙で大阪市会議員選挙に立候補し、初当選。以降4期連続で当選する。
大阪市会議員時代には、労働組合による闇専従問題の解消に取り組んだ。この間、命を狙われ警察の警護が付くほどの抵抗があったという。活動はテレビ番組でも取り上げられた。
2010年7月11日に実施された第22回参議院議員通常選挙に比例区から立候補するも落選する。
2012年9月、母校・芦屋大学の客員教授に就任。同年12月16日施行の第46回衆議院議員総選挙に大阪1区から立候補するも日本維新の会の新人井上英孝に敗れ、比例復活もならず落選。2年後の2014年12月14日に行われた第47回衆議院議員総選挙において、再び大阪1区から立候補し、維新の党から立候補した井上と再び対決し前回より票差を縮めるも及ばず、井上に敗北。重複立候補していた比例近畿ブロックで初当選を果たした。
2017年10月22日に行われた第48回衆議院議員総選挙において、再び大阪1区から立候補し、初めて井上を破り再選。2020年9月、菅義偉内閣において防衛大臣政務官就任。
2021年10月、第1次岸田内閣にて、防衛大臣政務官留任・内閣府大臣政務官就任。
同年10月31日に行われた第49回衆議院議員総選挙において再び大阪1区から立候補。しかし、井上に4万票以上の差を付けられ比例復活もならず落選した（尚、第48回は67,748票、第49回は67,145票を獲得と、前回比率は99.1%であった）。
2024年10月27日に行われた第50回衆議院議員総選挙において再び大阪1区から立候補。しかし、やはり井上に4万票以上の差を付けられ比例復活もならず落選した。

## 政策
- 保守主義[7]。
- 集団的自衛権の限定的行使容認[8]。
- 靖国神社への内閣総理大臣の参拝は問題ない[8]。
- 河野談話の見直しは必要[8]。
- カジノ解禁に賛成[8]。
- 消費税増税の際には生活必需品への軽減税率導入が必要[8]。
- 大阪都構想では二重行政を解消できず、反対[9]。
- 選択的夫婦別姓制度導入に反対としている。

## 不祥事・騒動
- 2013年1月21日、大阪府警は公職選挙法違反（脱法文書の頒布）などの容疑で、大西陣営の運動員の男4人を書類送検した。4人は前月の衆院選公示後に、選挙に関連したチラシを証紙を貼らずに数十人の有権者に配るなどしたとしている[10]。
- 2020年5月13日の衆議院内閣委員会において、野党議員と担当大臣の審議中に戦記小説「皇国の守護者1 反逆の戦場」を約20分にわたり熟読していた[11][12]。
- 2021年11月12日、大西はYahoo!ニュースのコメント欄で、実名を明示せずに松井一郎大阪市長らを繰り返し批判していたとして、自身のtwitterで謝罪した。大西は「松井一郎って本当に頭ないよな！」「吉村の失政 本当に能力がない！」などの書き込みを行っており、11日に別のニュースの記事に同じアカウントで「大西宏幸本人です」と投稿したことで発覚。大西は「匿名でのつもりはありませんでしたが姑息な手を使ったことここに謝罪いたします」と釈明し、松井側も大西から電話で謝罪があったことをtwitter上で明かした[13]。

## 人物
- 2021年9月、大西が所属する宏池会の会長でもある岸田文雄は自由民主党総裁に就任後に、岸田の妻（岸田裕子）が作ったお好み焼きの写真をtwitter上に投稿。これに対し大西は「流石の広島焼き」とコメントしたが、広島県出身者らから「広島焼きというものはなく、あくまでお好み焼き」などの主張が飛び交い、ネット上で「お好み焼き論争」が活発化した。大西はその後、指摘を受け謝罪・撤回する事態となった[14]。

## 著書
- 『愚直に真っ直ぐ25年　為せば成る 為さねば成らぬ それが政治家』 自身の生い立ちや25年に亘る政治活動を振り返った自叙伝を上梓。令和2年12月27日、産経新聞出版より発行。編集協力は、あたま出版

・『神々の関ヶ原・大西宏幸短編集』あたま出版／電子書籍（Amazonでのみ販売）関ヶ原合戦をテーマにした歴史SF小説。発売当時は党内等で話題に。　http://atama-pub.net/

## 所属団体・議員連盟
- 自民党たばこ議員連盟[15]
- 日本会議国会議員懇談会[16]
- 神道政治連盟国会議員懇談会[16]
- みんなで靖国神社に参拝する国会議員の会[16]
- 道州制政治家連盟全国協議会[17]
- 文化芸術懇話会[18]
- 日本の印章制度・文化を守る議員連盟（幹事）[19]
- 日本の尊厳と国益を護る会（幹事）[20]
- 対中政策に関する国会議員連盟

## 選挙歴
| 当落 | 選挙                     | 執行日         | 年齢 | 選挙区       | 政党       | 得票数    | 得票率 | 定数 | 得票順位 /候補者数 | 政党内比例順位 /政党当選者数 |
| ---- | ------------------------ | -------------- | ---- | ------------ | ---------- | --------- | ------ | ---- | ------------------ | ---------------------------- |
| 当   | 1995年大阪市会会議員選挙 | 1995年4月9日   | 27   | 生野区選挙区 | ーー       | ーー票    | ーー   |      | /                  | /                            |
| 当   | 1999年大阪市会議員選挙   | 1999年4月11日  | 31   | 生野区選挙区 | ーー       | ーー票    | ーー   |      | /                  | /                            |
| 当   | 2003年大阪市会議員選挙   | 2003年4月13日  | 35   | 生野区選挙区 | 自由民主党 | 7066票    | ーー   | 5    | 2/8                | /                            |
| 当   | 2007年大阪市会議員選挙   | 2007年4月8日   | 39   | 生野区選挙区 | 自由民主党 | 5933票    | ーー   | 5    | 2/10               | /                            |
| 落   | 第22回参議院議員通常選挙 | 2010年07月11日 | 42   | 参議院比例区 | 自由民主党 | 5万2114票 | ーー   | 48   | /                  | 24/12                        |
| 落   | 第46回衆議院議員総選挙   | 2012年12月16日 | 45   | 大阪府第1区  | 自由民主党 | 5万5039票 | 26.09% | 1    | 2/6                | 12/7                         |
| 比当 | 第47回衆議院議員総選挙   | 2014年12月14日 | 47   | 大阪府第1区  | 自由民主党 | 7万1648票 | 40.45% | 1    | 2/3                | 2/9                          |
| 当   | 第48回衆議院議員総選挙   | 2017年10月22日 | 53   | 大阪府第1区  | 自由民主党 | 6万7748票 | 37.60% | 1    | 1/5                | /                            |
| 落   | 第49回衆議院議員総選挙   | 2021年10月31日 | 54   | 大阪府第1区  | 自由民主党 | 6万7145票 | 30.12% | 1    | 2/4                | 16/8                         |
| 落   | 第50回衆議院議員総選挙   | 2024年10月27日 | 57   | 愛知県第1区  | 自由民主党 | 5万6347票 | 26.62% | 1    | 2/4                | 16/6                         |